# Castelnau-Valence
Castelnau-Valence é uma comuna francesa na região administrativa de Occitânia, no departamento de Gard. Estende-se por uma área de 10,27 km². Em 2010 a comuna tinha 470 habitantes (densidade: 45,8 hab./km²).